# Thug Walkin'
Thug Walkin'  è il primo disco registrato in studio dal duo hip hop statunitense Ying Yang Twins.
Nonostante Thug Walkin non abbia ricevuto il successo dovuto il singolo Whistle While you Twurk, prodotto da Mr Collipark ha debuttato tra le prime posizioni nelle chart statunitensi, è stato il pezzo che ha rappresentato tutto l'album. Grazie al successo del singolo fu estratto un video e 2 remix presenti nel disco, il primo remix è con la collaborazione di DJ Kizzy Rock, il secondo in versione clean partecipa Mr.Ball. Inoltre sono stati inseriti anche se non presenti nell'elenco delle tracce 2 bonus track tra cui il brano omonimo del disco e The Dope Game
Nell'album sono presenti artisti come Hood Ratz, China Dog, Lil Jon & The East Side Boyz e produttori come Kizzy Rock e DJ Smurf del quale si deve il successo del duo nel 2000 grazie a quest'ultimo.

## Tracce
1. Ying Yang in This Thang
2. Ballin' G's
3. Whistle While You Twurk [Collipark Mix]
4. Bring Yo Azz Outdoz
5. Ying Yang Vs. Lil Jon & the East Side Boyz
6. Thug Walkin'
7. The Warm Up
8. Dispose of Brawdz
9. A!
10. The Dope Game
11. Whistle While You Twurk [E.A. Remix]
12. Whistle While You Twurk